# Симфонічний оркестр Балтійської філармонії
Симфонічний оркестр Балтійської філармонії (пол. Orkiestra Symfoniczna Filharmonii Bałtyckiej) — польський симфонічний оркестр, що базується в Гданську.
Був заснований в 1945 у як Міський симфонічний оркестр (пол. Miejska Orkiestra Symfoniczna), 29 вересня дав перший концерт в Сопоті. У 1949 у оркестр був націоналізований і отримав назву Державна Балтійська філармонія (пол. Państwowa Filharmonia Bałtycka). У 1953 році оркестр був об'єднаний з міською оперної студією в Державну Балтійську оперу і філармонію (пол. Państwowa Opera i Filharmonia Bałtycka). У 1974 році незалежно від неї був сформований новий колектив — Гданський симфонічний оркестр (пол. Gdańska Orkiestra Symfoniczna), роком пізніше перейшов також під патронат філармонічної організації. У 1993 році відбувся організаційний поділ Державної Балтійської опери і Польської Балтійської філармонії імені Фредеріка Шопена, у складі якої оркестр продовжує свою роботу.
З 2008 року художнім керівником оркестру є уродженець Берліна Кай Буман, що займав в 1997—1998 роках посаду художнього директора Краківського оперного театру. 2010 року оркестр брав участь у концерті в рамках проекту Вікіманія 2010.